# Rudolf Behrens (Politiker)
Rudolf Friedrich Wilhelm Behrens (* 27. Oktober 1880 in Teterow; † nach 1946) war ein deutscher Politiker (DDP und CDU), Landtagsabgeordneter Mecklenburg-Schwerins von 1926 bis 1933 und Mitbegründer der CDU Mecklenburg-Vorpommern.

## Leben
Rudolf Behrens besuchte die Mittelschule in Neubrandenburg und ließ sich im Anschluss als Buchdrucker ausbilden. Nach einer Gehilfentätigkeit im In- und Ausland wurde er 1914 Faktor der Hofbuchdruckerei W. Sandmeyer in Schwerin. Seit 1919 war Behrens führend in der Mieterbewegung tätig, seit 1925 als geschäftsführender Vorsitzender des Landesverbandes mecklenburgischer Mietervereine und Schriftleiter der zugehörigen Mieterzeitung. Zudem engagierte er sich im Beirat des Reichsbundes deutscher Mieter in Berlin.
Behrens war nach dem Ersten Weltkrieg Mitglied der DDP geworden. Für die linksliberale Partei zog er 1925 in die Stadtverordnetenversammlung Schwerins ein. Zeitweilig amtierte er als Landesgeschäftsführer und Herausgeber der Parteizeitung Demokratische Blätter. 1926 errang Rudolf Behrens auf der Liste der Gruppe für Volkswohlfahrt – eine Wählervereinigung der Mieter, Hypothekengläubiger, Sparer und Pächter – ein Landtagsmandat. Er schloss sich der DDP-Fraktion im Landtag an und vertrat gemeinsam mit Richard Moeller die Interessen der DDP. Nach dem Erdrutschsieg der NSDAP bei den Landtagswahlen im Juni 1932 war Behrens der letzte Vertreter der bürgerlichen Arbeitsgemeinschaft der Mitte im Mecklenburg-Schwerinschen Landtag.
Im Juli 1945 gehörte Rudolf Behrens zu den Mitbegründern der CDU Mecklenburg-Vorpommern. Kommissarisch übernahm er in den ersten Monaten das Amt des Landesgeschäftsführers. Bei den Kommunalwahlen im September 1946 wurde er abermals in die Stadtverordnetenversammlung Schwerins gewählt, wo er als Fraktionsvorsitzender fungierte.